# 알라닌 아미노기 전이효소
알라닌 아미노기전이효소(영어: alanine aminotransferase, ALT, ALAT) (EC 2.6.1.2)는 아미노기전이효소의 일종이다. 알라닌 아미노트랜스퍼레이스, 알라닌 트랜스아미네이스(영어: alanine transaminase, ALT)라고도 하며, 이전에는 글루탐산-피루브산 아미노기전이효소(영어: glutamate-pyruvate transaminase, GPT), 혈청 글루탐산-피루브산 아미노기전이효소(영어: serum glutamate-pyruvate transaminase, SGPT)라고도 불렸으며, 1950년대 중반에 아서 카멘(Arthur Karmen)과 그 동료들에 의해 처음으로 특성화되었다. 알라닌 아미노기전이효소는 혈장과 다양한 신체 조직에서 발견되지만, 간에서 가장 흔하게 발견된다. 알라닌 아미노기전이효소는 포도당-알라닌 회로의 두 부분을 촉매한다. 혈청 ALT 수치, 혈청 AST(아스파르트산 아미노기전이효소) 수치 및 이들의 비(AST/ALT 비)는 임상적으로 간 건강을 확인하기 위한 바이오마커로 일반적으로 측정된다. 이 검사는 혈액 검사의 일부이다.
순환계에서 알라닌 아미노기전이효소의 반감기는 대략 47시간이다. 알라닌 아미노기전이효소는 간의 동양혈관 내피세포에 의해 제거된다.

## 기능
알라닌 아미노기전이효소는 L-알라닌에서 α-케토글루타르산으로의 아미노기의 전이를 촉매하며, 이러한 가역적 아미노기 전이 반응의 산물은 피루브산과 L-글루탐산이다.
L-알라닌 + α-케토글루타르산  ⇄  피루브산 + L-글루탐산
|  |

알라닌 아미노기전이효소(및 모든 아미노기전이효소)는 아미노산이 케토산으로 전환될 때 반응의 첫 번째 단계에서 피리독사민으로 전환되는 조효소인 피리독살 인산을 필요로 한다.

## 임상적 중요성
알라닌 아미노기전이효소(ALT)는 일반적으로 간기능 검사의 일부로 임상적으로 측정되며 AST/ALT 비의 구성 요소이다. 진단에 사용되는 경우 거의 항상 국제 단위/리터(IU/L) 또는 µkat로 측정된다. 출처는 환자의 특정 기준치 범위 값에 따라 다르지만, 실험 연구의 표준 기준 범위는 0~40 IU/L이다.

### 수치 상승
검사 결과는 항상 검사를 수행한 실험실의 기준치를 사용하여 해석해야 한다. 알라닌 아미노기전이효소(ALT)의 일반적인 기준치 범위는 다음과 같다.
| 환자 유형 | 기준치    |
| --------- | --------- |
| 여성      | ≤ 34 IU/L |
| 남성      | ≤ 45 IU/L |

알라닌 아미노기전이효소(ALT)의 수치가 크게 상승하면 바이러스성 간염, 당뇨병, 울혈성 심부전, 간 손상, 담관염, 감염성 단핵구증, 근육병과 같은 다른 의학적 문제가 있음을 시사하는 경우가 많다. 따라서 알라닌 아미노기전이효소는 일반적으로 간과 관련된 문제를 검사하는 방법에 사용된다. 알라닌 아미노기전이효소의 수치 상승은 또한 식이 콜린의 결핍으로 인해 일어날 수 있다. 그러나 알라닌 아미노기전이효소의 수치가 높다고 해서 무조건적으로 의학적 문제가 있는 것은 아니다. 알라닌 아미노기전이효소의 수치 변동은 일과 중에 정상적으로 일어날 수 있으며, 격렬한 신체 운동에 대한 반응으로 증가할 수도 있다.
혈액 내 알라닌 아미노기전이효소(ALT)의 수치 상승이 발견되면 다른 효소들을 측정하는 것을 통해 가능한 근본 원인의 범위를 더 좁힐 수 있다. 예를 들어 간세포의 손상으로 인한 알라닌 아미노기전이효소의 수치 상승은 알칼리성 인산가수분해효소를 측정하여 담관 문제와 구별할 수 있다. 또한 아스파르트산 아미노기전이효소(AST)의 수치가 알라닌 아미노기전이효소(ALT)보다 클 때는 근육병과 관련된 알라닌 아미노기전이효소의 수치 상승을 의심해 봐야 한다. 크레아틴 키네이스와 같은 근육에 존재하는 효소를 측정함으로써 간 검사에서 확인된 효소 수치의 상승이 근육 질환으로 인한 것인지를 심층적으로 조사할 수 있다. 질류톤, 오메가-3 지방산 에틸 에스터(로바자), 항염증제, 항생제, 콜레스테롤 약물, 리스페리돈과 같은 일부 항정신병약, 항경련제를 포함한 많은 약물들이 알라닌 아미노기전이효소(ALT)의 수치를 높일 수 있다. 파라세타몰(아세트아미노펜)도 알라닌 아미노기전이효소의 수치를 높일 수 있다.
수년 동안 미국 적십자사는 혈액 공급의 안전성을 보장하기 위한 일련의 검사의 일환으로 알라닌 아미노기전이효소 검사를 사용하여 알라닌 아미노기전이효소(ALT)의 수치가 높은 기증자의 혈액 기증을 연기시켰다. 이렇게 한 의도는 당시에 C형 간염에 대한 특정 검사가 없었기 때문에 C형 간염에 감염되었을 가능성이 있는 기증자를 식별하는 것이었다. 1992년 7월 이전에는 미국에서 C형 간염에 대한 광범위한 헌혈 검사가 주요 혈액 은행에서 수행되지 않았다. C형 간염에 대한 2세대 ELISA 항체 검사가 도입되면서 미국 적십자사는 알라닌 아미노기전이효소(ALT)에 대한 정책을 변경했다. 2003년 7월을 기준으로 이전에 알라닌 아미노기전이효소(ALT) 수치 상승으로 인해 부적격 판정을 받은 기증자는 지역 적십자사 조직의 기증자 상담 부서에 연락할 때 기증자로 복원될 수 없다.
2000년에 미국 임상화학회는 AST와 ALT에 대한 적절한 용어가 아스파르트산 아미노기전이효소(영어: aspartate aminotransferase)와 알라닌 아미노기전이효소(영어: alanine aminotransferase)라고 결정했다. 트랜스아미네이스(영어: transaminase)라는 용어는 구식이며, 간 질환에서 더 이상 잘 사용되지 않는 추세이다.

## 같이 보기
- 아스파르트산 아미노기전이효소 (AST)
- 간기능 검사
- AST/ALT 비